# Kone (Vulkan)
Der Kone ist ein vulkanischer Komplex in Äthiopien, der sich etwa 30 Kilometer südwestlich des Fentale befindet. Er setzt sich aus acht Calderen und jungen basaltischen Kegeln zusammen. Er ist auch unter dem Namen seiner jüngsten, 5 × 7,5 km großen und elliptischen, Caldera Gariboldi bekannt. Deren Kante ist ca. 100 m hoch und überschneidet sich an der östlichen Seite mit einer anderen kleineren Caldera. Bei den letzten Eruptionen in der ersten Hälfte des 19. Jahrhunderts wurden basaltische und rhyolitische Lavaflüsse in einer Scharnierlinie zwischen der kleineren östlichen Caldera und der größeren im Westen lokalisierten Caldera ausgestoßen. Die Calderon zeigen teilweise irreguläre Formen.